# Hydratation de la peau

Représentation schématique d'une coupe transversale de la peau, avec la couche cornée et le film cutané qui jouent un rôle de barrière hydrique.

L’hydratation de la peau, appelée aussi hydratation cutanée, est un phénomène complexe qui assure à la peau sa souplesse, sa douceur, sa tonicité et son aspect. 
La résistance à la dessiccation assurée par la fonction barrière chimique du film hydrolipidique et de la couche cornée (couche kératinisée la plus superficielle de la peau formée de cornéocytes), la fonction de rétention hydrique assurée par les facteurs naturels d'hydratation et l'apport d'eau plasmatique dans l'épiderme à partir du derme, contribuent à l'hydratation cutanée. 

## Historique
L'achèvement de la terrestrialisation par les vertébrés implique la solution à un problème adaptatif fondamental non résolu par les amphibiens dotés d'une peau recouverte de mucus mais peu kératinisée, la résistance à la déshydratation (en) dans un milieu aérien au degré hygrométrique souvent variable et faible, grâce à une peau fortement kératinisée. L'adaptation des Amniotes (reptiles, oiseaux, mammifères) au milieu terrestre est associée à la kératinisation de l'épiderme qui produit une protéine très résistante, la kératine, formant une épaisse couche cornée qui édifie, selon le cas, des écailles cornées (reptiles), ou des dérivés de ces écailles (plumes chez les oiseaux, poils chez les mammifères), ce qui limite fortement les pertes d'eau par évaporation.
La peau comme barrière cutanée (barrière mécanique, barrière chimique) est une notion assez intuitive, mais ce n'est que dans les années 1940, que l'étude de couche cornée met en évidence son rôle de barrière chimique (barrière hydrique limitant les pertes d'eau en provenance du derme mais ralentissant voire empêchant la diffusion d'eau et de substances hydrophiles exogènes).

## Teneurs en eau dans la peau

L'eau est le principal composant du corps humain, elle représente en moyenne 60 % du poids corporel d'un adulte.

La composition du corps humain (en) montre que l'eau n'y est pas répartie uniformément, certains organes en contiennent plus que d'autres. La teneur en eau de la peau est de 67 à 73 %. La répartition de l'eau dans les couches superficielles de la peau n'est pas homogène, le gradient hydrique cutané montrant une baisse au fur et à mesure que l'on s'approche de la surface cutanée : le derme (principal réservoir d'eau — 7 à 8 kg — de la peau, qui diffuse des couches externes dermiques et gagne, après migration transépidermique, les espaces intercornéocytaires) présente une teneur en eau de l'ordre de 80 %, l'épiderme profond une teneur en eau constante de l'ordre de 70 %. Cette teneur chute à 25-30 % à l'interface couche granuleuse-couche cornée, et atteint 15-20 % dans la couche cornée d'une peau normalement hydratée.

## Facteurs d'hydratation et de l'équilibre hydrique
Une des fonctions primordiales de la peau est de maintenir une homéostasie hydrique (en). L'équilibre hydrique, qui est une condition requise pour un fonctionnement physiologique cutané normal, fait appel à un apport quotidien d'eau, et à l'hydratation naturelle de la peau qui sont assurées grâce aux :
- film hydrolipidique, barrière hydrique cutanée au-dessus de l'épiderme, et qui exerce un effet occlusif en évitant la perte insensible en eau (en)[7] (acronyme PIE répondant à celui de TEWL pour Transepidermal Water Loss). Le TEWL sur une peau normale humaine, au niveau de la plupart des zones du tronc et des membres, est d'environ 5 g/m2/h , il varie de 10 à 20 g/m2/h sur le visage et les organes génitaux où la couche cornée est plus fine[8]. Cela correspond à une perte  pour l'ensemble du corps humain, selon sa taille, de 300 à 400 ml/24 h, compensée par l'apport nutritionnel qui renouvelle[9] l'eau[10] ;
- jonctions serrées et desmosomes des cornéocytes de la couche cornée, ainsi que le ciment intercellulaire (lipides interconécytaires) qui jouent aussi un effet barrière[11],[12],[13] ;
- facteurs naturels d'hydratation » (natural moisturizing factors NMF), composés hygroscopiques intracellulaires (présents à l'intérieur des cornéocytes) ;
- protéoglycanes du derme, principal réservoir d'eau de la peau. L'eau d'origine plasmatique y forme un gel semi-ﬂuide avec ces glycoprotéines de la matrice extracellulaire, grâce à l'association de ces molécules à des chaînes de collagène ou d'acide hyaluronique, macromolécule glucidique aux propriétés hygroscopiques exceptionnelles.

L'eau contribue aussi à plastifier la kératine « molle » au niveau de l'épiderme, l'hydratation de cette protéine hydrophile conférant souplesse et flexibilité à la couche cornée.